# La Reine Élisabeth (film, 1923)
Pour les articles homonymes, voir Reine Élisabeth.
Ne doit pas être confondu avec La Reine Élisabeth (film, 1912).
Pour plus de détails, voir Fiche technique et Distribution.
La Reine Élisabeth est un film américano-britannique réalisé par J. Stuart Blackton, sorti en 1923. 
Ce film muet en noir et blanc dépeint la vie de la reine Élisabeth Ire (1533–1603).

## Fiche technique
- Titre original : The Virgin Queen
- Réalisation : J. Stuart Blackton
- Scénario : Harry Pirie-Gordon
- Directeur de la photographie : Nicholas Musuraca
- Société de production : J. Stuart Blackton Feature Pictures
- Société de distribution : Rose
- Pays d'origine :  États-Unis  Royaume-Uni
- Langue : anglais
- Format : Noir et blanc – 1,33:1 – 35 mm – Muet
- Genre : Drame, historique et biopic
- Longueur de pellicule : 2 332,8 m (7 bobines)
- Année : 1923
- Dates de sortie :
  -  Royaume-Uni : 23 janvier 1923
  -  France : 9 novembre 1923

## Distribution
- Diana Manners : la reine Élisabeth
- Carlyle Blackwell : Lord Robert Dudley
- Walter Tennyson (en) : le vicomte Hereford
- Hubert Carrer : Sir William Cecil
- A.B. Imeson : Borghese
- William Luff (en) : l'évêque de Quadra
- Lionel d'Aragon (en) : le comte de Northumberland
- Norma Whalley (en) : la comtesse Lennox
- Maisie Fisher : la reine Marie
- Marian Constance Blackton : Marie Arundel
- Violet Virginia Blackton : Lettice Knollys
- Ursula Jeans